# Иван Стамболиев (Негрево)
Вижте пояснителната страница за други личности с името Иван Стамболиев.
Иван Атанасов Стамболиев е български революционер, четник на Вътрешната македонска революционна организация (ВМРО).

## Биография
Иван Стамболиев е роден в малешевското село Негрево, тогава в Османската империя. На 26 март 1915 година е арестуван в село Владимирово заедно с още 87 души и изтезаван. Поради преследванията на сръбските власти, в 1921 година бяга в Царство България. Присъединява се към ВМРО и става четник в околийската чета на Борис Тиков. В 1923 година е куриер заедно с помощника си Антим Ковачки. Води сражение със сръбски части при връх Шабан, Беровско, в което спасява ранения четник на Стоян Кантуров Коле Бръндев.
Стамболиев загива в 1928 година.
На 16 април 1943 година майка му Йордана Иванова Кочова-Стамболиева подава молба за българска народна пенсия, която е одобрена и пенсията е отпусната от Министерския съвет на Царство България.